# Eschborn-Francfort
Eschborn-Francfort, couramment appelé par les médias francophones Grand Prix de Francfort (Eschborn-Frankfurt – Rund um den Finanzplatz en allemand) est une course cycliste allemande créée en 1962 par le directeur d'une marque de bière : Henninger (de). Elle se déroule dans la région de Francfort, le départ et la ligne d'arrivée se situant sur la Darmstädter Landstraße à côté de la tour Henninger ; un énorme silo appartenant à la brasserie Henninger. Le tracé de la course emprunte des routes difficiles dans les montagnes Taunus à l'ouest de la ville affichant une dénivelée de près de 1 500 m avec des passages à 26 %. La course se termine par 3 tours d'un circuit d'environ 4,5 km dans les rues de Francfort. Elle est classée en catégorie 1.HC de 2005 à 2016 au sein de l'UCI Europe Tour.
Cette épreuve est inscrite au calendrier de la Coupe du monde de 1995. L'édition 2015 est annulée en raison des risques pour la sécurité, un attentat terroriste ayant été déjoué la veille de la course,. La course intègre le calendrier UCI World Tour en 2017, date à laquelle la société organisatrice est rachetée par Amaury Sport Organisation.
En 2018 l'épreuve change de nom et de parcours pour devenir Eschborn-Francfort, du nom de ses lieux de départ et d'arrivée. L'édition 2020 est annulée en raison de la pandémie de Covid-19.

## Palmarès

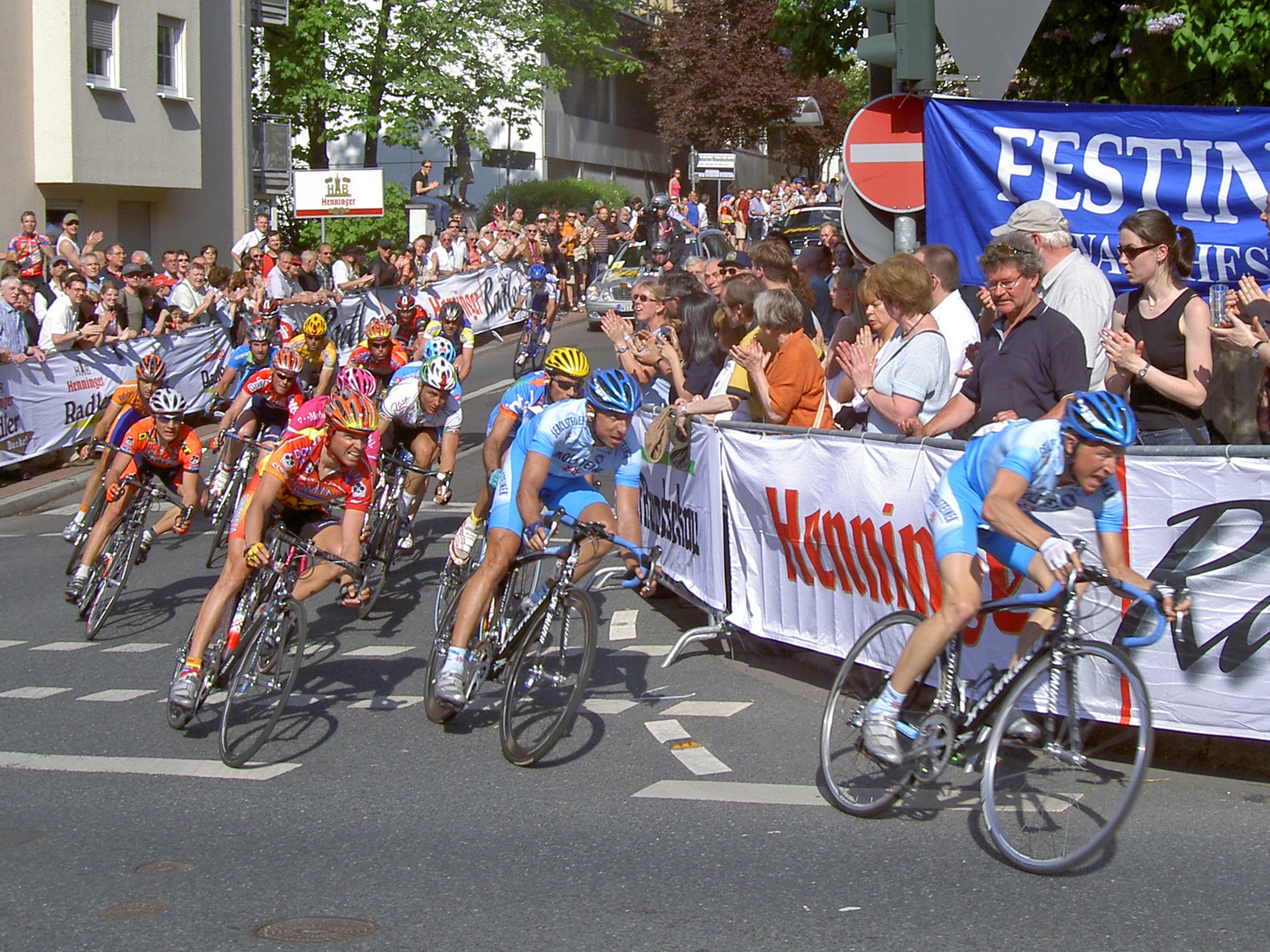
Fabian Wegmann emmenant son leader Markus Zberg pour le sprint final de l'édition 2005.

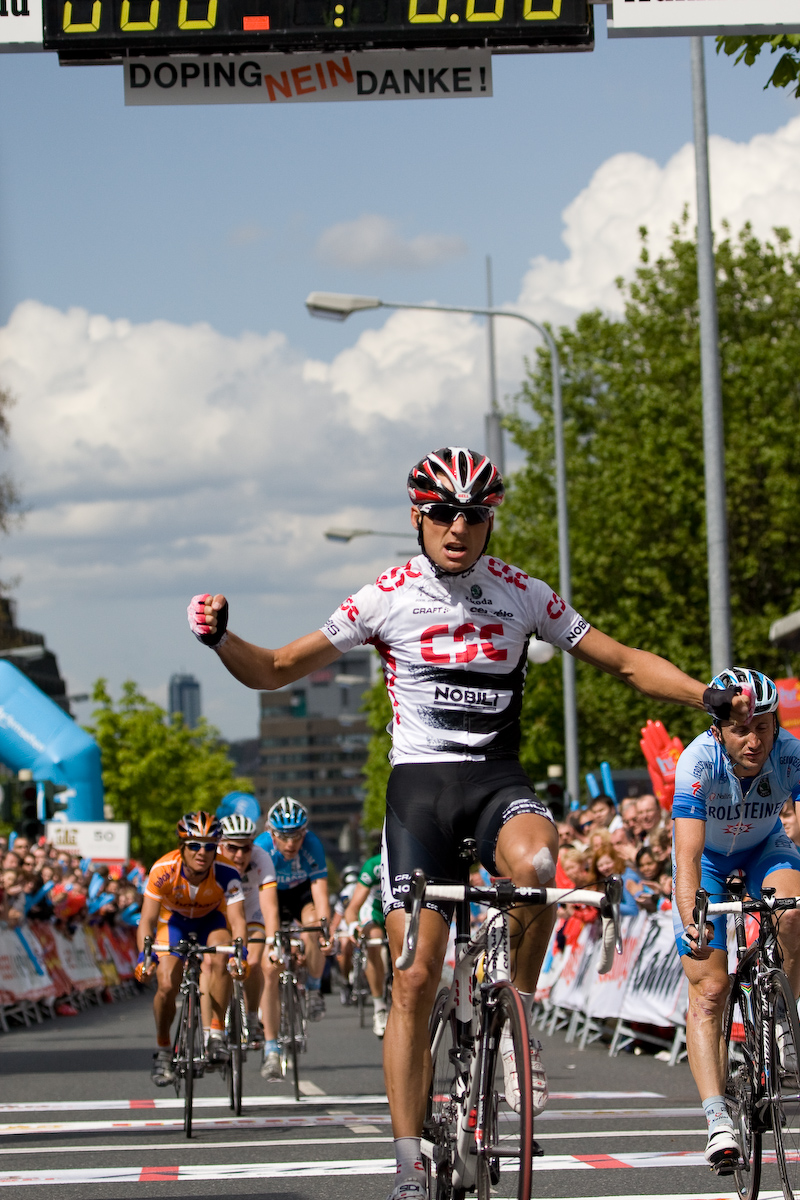
Karsten Kroon, remportant le Grand Prix en 2008.

| Année                                      | Vainqueur                                                  | Deuxième                                                   | Troisième                                                  |
| Rund um den Henninger-Turm                 | Rund um den Henninger-Turm                                 | Rund um den Henninger-Turm                                 | Rund um den Henninger-Turm                                 |
| ------------------------------------------ | ---------------------------------------------------------- | ---------------------------------------------------------- | ---------------------------------------------------------- |
| 1962                                       | Armand Desmet                                              | Huub Zilverberg                                            | Rik Van Looy                                               |
| 1963                                       | Hans Junkermann                                            | Willi Altig                                                | Jean Stablinski                                            |
| 1964                                       | Clément Roman                                              | François Mahé                                              | Yvo Molenaers                                              |
| 1965                                       | Jean Stablinski                                            | Frans Verbeeck                                             | Georges Van Coningsloo                                     |
| 1966                                       | Barry Hoban                                                | Walter Godefroot                                           | Willy Planckaert                                           |
| 1967                                       | Daniel Van Ryckeghem                                       | Willy Planckaert                                           | Georges Van Coningsloo                                     |
| 1968                                       | Eddy Beugels                                               | Valère Van Sweevelt                                        | Herman Van Springel                                        |
| 1969                                       | Georges Pintens                                            | Michele Dancelli                                           | Herman Van Springel                                        |
| 1970                                       | Rudi Altig                                                 | Joop Zoetemelk                                             | Ottavio Crepaldi                                           |
| 1971                                       | Eddy Merckx                                                | Jos Deschoenmaecker                                        | Lucien Aimar                                               |
| 1972                                       | Gilbert Bellone                                            | Eddy Merckx                                                | Noël Vantyghem                                             |
| 1973                                       | Georges Pintens                                            | Jürgen Tschan                                              | Freddy Maertens                                            |
| 1974                                       | Walter Godefroot                                           | Eddy Merckx                                                | Frans Verbeeck                                             |
| 1975                                       | Roy Schuiten                                               | Frans Verbeeck                                             | Walter Godefroot                                           |
| 1976                                       | Freddy Maertens                                            | Frans Verbeeck                                             | Roger De Vlaeminck                                         |
| 1977                                       | Gerrie Knetemann                                           | Dietrich Thurau                                            | Frans Verbeeck                                             |
| 1978                                       | Gregor Braun                                               | Rudy Pevenage                                              | Hennie Kuiper                                              |
| 1979                                       | Daniel Willems                                             | Henk Lubberding                                            | Gregor Braun                                               |
| 1980                                       | Gianbattista Baronchelli                                   | Francesco Moser                                            | Alfons De Wolf                                             |
| 1981                                       | Jozef Jacobs                                               | Dietrich Thurau                                            | Daniel Willems                                             |
| 1982                                       | Ludo Peeters                                               | Jostein Wilmann                                            | Sean Kelly                                                 |
| 1983                                       | Ludo Peeters                                               | Leo van Vliet                                              | Luc Colijn                                                 |
| 1984                                       | Phil Anderson                                              | Eric Vanderaerden                                          | Sean Kelly                                                 |
| 1985                                       | Phil Anderson                                              | Johan Lammerts                                             | Rolf Gölz                                                  |
| 1986                                       | Jean-Marie Wampers                                         | Steve Bauer                                                | Michael Wilson                                             |
| 1987                                       | Dag Otto Lauritzen                                         | Peter Stevenhaagen                                         | Henk Lubberding                                            |
| 1988                                       | Michel Dernies                                             | Rolf Sørensen                                              | Giovanni Mantovani                                         |
| 1989                                       | Jean-Marie Wampers                                         | Martial Gayant                                             | Claudio Chiappucci                                         |
| 1990                                       | Thomas Wegmüller                                           | Jan Wijnants                                               | Peter Winnen                                               |
| 1991                                       | Johan Bruyneel                                             | Johan Museeuw                                              | Martin Earley                                              |
| 1992                                       | Frank Van Den Abeele                                       | Claudio Chiappucci                                         | Frans Maassen                                              |
| 1993                                       | Rolf Sørensen                                              | Maximilian Sciandri                                        | Eddy Bouwmans                                              |
| 1994                                       | Olaf Ludwig                                                | Andreas Kappes                                             | Emmanuel Magnien                                           |
| 1995                                       | Francesco Frattini                                         | Jens Heppner                                               | Massimo Podenzana                                          |
| 1996                                       | Beat Zberg                                                 | Jens Heppner                                               | Rolf Sørensen                                              |
| 1997                                       | Michele Bartoli                                            | Bjarne Riis                                                | Mauro Gianetti                                             |
| 1998                                       | Fabio Baldato                                              | Nicolaj Bo Larsen                                          | Stefano Garzelli                                           |
| 1999                                       | Erik Zabel                                                 | Léon van Bon                                               | Alberto Ongarato                                           |
| 2000                                       | Kai Hundertmarck                                           | Matteo Tosatto                                             | Jens Heppner                                               |
| 2001                                       | Markus Zberg                                               | Davide Rebellin                                            | Kurt Van de Wouwer                                         |
| 2002                                       | Erik Zabel                                                 | Jo Planckaert                                              | Sergueï Ivanov                                             |
| 2003                                       | Davide Rebellin                                            | Erik Zabel                                                 | Igor Astarloa                                              |
| 2004                                       | Karsten Kroon                                              | Danilo Hondo                                               | Johan Coenen                                               |
| 2005                                       | Erik Zabel                                                 | Alejandro Borrajo                                          | Markus Zberg                                               |
| 2006                                       | Stefano Garzelli                                           | Gerald Ciolek                                              | Danilo Hondo                                               |
| 2007                                       | Patrik Sinkewitz                                           | Kurt Asle Arvesen                                          | Dario Cataldo                                              |
| 2008                                       | Karsten Kroon                                              | Davide Rebellin                                            | Mauricio Ardila                                            |
| Rund um den Finanzplatz Eschborn-Frankfurt |                                                            |                                                            |                                                            |
| 2009                                       | Fabian Wegmann                                             | Karsten Kroon                                              | Christian Knees                                            |
| 2010                                       | Fabian Wegmann                                             | Geert Verheyen                                             | Bert Scheirlinckx                                          |
| 2011                                       | John Degenkolb                                             | Jérôme Baugnies                                            | Michael Matthews                                           |
| 2012                                       | Moreno Moser                                               | Dominik Nerz                                               | Sergey Firsanov                                            |
| 2013                                       | Simon Špilak                                               | Moreno Moser                                               | André Greipel                                              |
| 2014                                       | Alexander Kristoff                                         | John Degenkolb                                             | Jérôme Baugnies                                            |
| 2015                                       | Annulé en raison du risque d'un attentat terroriste déjoué | Annulé en raison du risque d'un attentat terroriste déjoué | Annulé en raison du risque d'un attentat terroriste déjoué |
| 2016                                       | Alexander Kristoff                                         | Maximiliano Richeze                                        | Sam Bennett                                                |
| 2017                                       | Alexander Kristoff                                         | Rick Zabel                                                 | John Degenkolb                                             |
| Eschborn-Frankfurt                         |                                                            |                                                            |                                                            |
| 2018                                       | Alexander Kristoff                                         | Michael Matthews                                           | Oliver Naesen                                              |
| 2019                                       | Pascal Ackermann                                           | John Degenkolb                                             | Alexander Kristoff                                         |
| 2020                                       | Annulé en raison de la pandémie de Covid-19                | Annulé en raison de la pandémie de Covid-19                | Annulé en raison de la pandémie de Covid-19                |
| 2021                                       | Jasper Philipsen                                           | John Degenkolb                                             | Alexander Kristoff                                         |
| 2022                                       | Sam Bennett                                                | Fernando Gaviria                                           | Alexander Kristoff                                         |
| 2023                                       | Søren Kragh Andersen                                       | Patrick Konrad                                             | Alessandro Fedeli                                          |
| 2024                                       | Maxim Van Gils                                             | Alex Aranburu                                              | Riley Sheehan                                              |
| 2025                                       | Michael Matthews                                           | Magnus Cort Nielsen                                        | Jon Barrenetxea                                            |

### Statistiques et records
| Victoires | Coureurs           | Pays      | Victoires                |
| --------- | ------------------ | --------- | ------------------------ |
| 4         | Alexander Kristoff | Norvège   | 2014, 2016, 2017 et 2018 |
| 3         | Erik Zabel         | Allemagne | 1999, 2002 et 2005       |
| 2         | Georges Pintens    | Belgique  | 1969 et 1973             |
| 2         | Ludo Peeters       | Belgique  | 1982 et 1983             |
| 2         | Phil Anderson      | Australie | 1984 et 1985             |
| 2         | Jean-Marie Wampers | Belgique  | 1986 et 1989             |
| 2         | Karsten Kroon      | Pays-Bas  | 2004 et 2008             |
| 2         | Fabian Wegmann     | Allemagne | 2009 et 2010             |

| Victoires | Pays                         |
| --------- | ---------------------------- |
| 19        | Belgique                     |
| 13        | Allemagne                    |
| 7         | Italie                       |
| 5         | Pays-Bas Norvège             |
| 3         | Australie Suisse             |
| 2         | France Danemark              |
| 1         | Royaume-Uni Slovénie Irlande |